# Émile Cohl

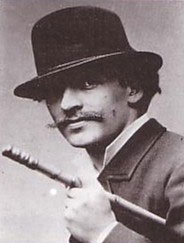
Émile Cohl in jüngeren Jahren

Émile Cohl (eigentlich Émile Eugène Jean Louis Courtet; * 4. Januar 1857 in Paris; † 20. Januar 1938 in Villejuif, Val-de-Marne) war ein französischer Karikaturist und Animationsfilmer. Er war der erste Zeichentrickfilmer in Europa.

## Leben
Seine Mutter starb, als er sieben Jahre alt war; danach wuchs er hauptsächlich in Internatsschulen auf. Während der Belagerung von Paris 1870/71 entdeckte er das Guignol-Puppentheater (Marionetten) und die politische Karikatur für sich. Als 15-Jähriger begann er auf Drängen seines Vaters eine Berufsausbildung als Juwelier, doch er lebte schließlich als zeichnender Bohemien.
1878 kam Émile Cohl mit André Gill, dem seinerzeit bekanntesten Karikaturisten und Herausgeber einer politischen Satirezeitung, in Kontakt und arbeitete bei ihm für etwa ein Jahr als Assistent und übernahm dessen Karikaturstil der übergroßen, prägnanten Köpfe. Zu dieser Zeit legte Courtet sich das Pseudonym „Émile Cohl“ zu. 1879 wurde er wegen politischer Karikaturen des Präsidenten Patrice de Mac-Mahon kurz inhaftiert und arbeitete dann mit der Künstlergruppe Les Hydropathes, danach bis 1888 mit den Incoherents als Satiriker und Verleger zusammen.
1881 heiratete Cohl; seine Frau verließ ihn trotz einer gemeinsamen Tochter später für einen Autor. Nach dem Bruch seiner Ehe ging Cohl bis 1896 nach London und war beim humoristischen Magazin Pick Me Up tätig. Nach seiner Rückkehr ging er eine zweite Ehe ein und wurde 1899 Vater eines Sohnes. Von 1898 an zeichnete Cohl Comic Strips für L’Illustré National; er entwickelte seine Arbeiten von Einzelszenen zu illustrierten Geschichten weiter.

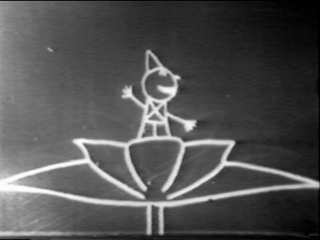
Bild aus Fantasmagorie (1908)

Um 1907 begann er für die Filmproduktionsfirma Gaumont zu arbeiten. Er lernte das filmische Handwerk von anderen angestellten Regisseuren, doch sein Metier war die Herstellung von kurzen Animationsfilmen. Die Idee hierzu kam durch den großen Erfolg von The Haunted Hotel, einem in Stop-Motion-Technik animierten Vitagraph-Film von James Stuart Blackton, der im April 1907 seine Pariser Premiere hatte. Cohls 1908 entstandener erster eigener Zeichentrickfilm Fantasmagorie mit einer Laufzeit von 2 Minuten besteht aus etwa 700 Zeichnungen und gilt als der erste ausschließliche Animationsfilm. Dafür zeichnete Cohl die Einzelbilder mit schwarzem Stift und projizierte später den Negativfilm, womit er einen Effekt erzielte, der dem von Zeichnungen mit weißer Kreide auf einer schwarzen Tafel ähnelte. Der Film wurde am 17. August 1908 in Paris uraufgeführt. Seine einfachen kleinen, mit wenigen Strichen gezeichneten Figuren, in diesem und seinen folgenden beiden Filmen im selben Stil, nannte er „Fantoches“. Cohl wandte sich jedoch wegen des hohen Zeitaufwands der Herstellung dieser Filme zunächst anderen Formen des Animationsfilmes zu.
Mittels Stop-Motion-Technik schuf er „Verwandlungs“filme im Stile von Georges Méliès, aber auch Puppentrickfilme und semi-animierte Kurzfilme. Sein bekanntester Film wurde Le Peintre néo-impressionniste aus dem Jahre 1910, der einzelbildkoloriert ist. Cohls Filme waren auch in den USA erfolgreich, noch bevor Winsor McCay 1911 seinen Little Nemo schuf. McCay ließ sich in diesem und auch seinen weiteren Filmen vom Stil Émile Cohls beeinflussen.
Ab Dezember 1910 wechselte Cohl von Gaumont zu Pathé, wo er nur noch zwei Animationsfilme realisieren konnte. Danach war er Regisseur von Realfilmen. Im Jahr 1911 drehte er zehn burleske Komödien mit der Hauptfigur Jobard (Lucien Cazalis). Einer dieser Filme, Jobard ne peut pas voir les femmes travailler, ist der erste bekannte Film, der die Technik der Pixilation verwendet.
Enttäuscht von Pathé und zu stolz, zu Gaumont zurückzukehren, wechselte Cohl zur Filmgesellschaft Eclipse. Von seiner dortigen Arbeit ist heute nur noch wenig bekannt, nur ganz wenige seiner Filme aus dieser Zeit sind erhalten. Cohls Freund Arnaud holte ihn schließlich 1912 zu den amerikanischen Studios der französischen Filmgesellschaft Éclair nach New York. Dort arbeitete er für die Wochenschauen und die filmische Umsetzung des Comicstrips The Newlyweds von George McManus in eine Trickfilmserie. In den Ankündigungen hierzu tauchte erstmals der Begriff „animated cartoons“ auf und sie begründeten die Konvention aller folgenden Comic-Adaptionen, der zufolge nur der Name des Cartoonisten, nicht aber der des Trickfilmers im Filmvorspann erwähnt wird. Nur einer der Filme dieser Serie existiert heute noch. Der Erfolg von The Newlyweds war der Beginn einer Welle von Trickfilmproduktionen, darunter Winsor McCays Klassiker The Story of a Mosquito und Gertie the Dinosaur.
Im März 1914 fuhr Cohl mit seiner Familie für einen Besuch von New Jersey nach Paris und blieb dort, da kurz nach seiner Abreise ein Brand die Éclair-Studios in Amerika zerstörte. Dabei wurden bis auf die beiden Filme He Poses for His Portrait und Bewitched Matches alle amerikanischen Arbeiten Cohls für diese Firma vernichtet. Ab Ende 1914 wurden Cohls Techniken von dem von John Randolph Bray neu gegründeten Bray Productions, dem ersten ausschließlichen Trickfilmstudio, weiterentwickelt.
Während des Ersten Weltkrieges lag die französische Filmproduktion darnieder und Gaumont importierte amerikanische Cartoons. 1916 beherrschten die amerikanischen Produktionen den französischen Markt und die Trickfilme wurden erstmals seit den frühen Tagen von James Stuart Blacktons wieder mit dem Namen des Trickfilmers, Raoul Barré, beworben. Zur selben Zeit sollte Cohl für den Kinderbuchillustrator Benjamin Rabier dessen Figuren animieren, als Produzent wurde der Fantômas-Darsteller René Navarre gewonnen. Das Trio trennte sich im Streit, da Cohl über die Nichterwähnung seines Namens in der Filmwerbung verärgert war. Von dieser Serie existiert heute nur noch der 1917 veröffentlichte Streifen Les Fiançailles de Flambeau. Für Éclair schuf Cohl zur selben Zeit die Serie Les Aventures des Pieds Nickelés, eine Trickfilmreihe über eine anarchistische Jugendgang, die ständig mit Untergrundkriminellen und dem Gesetz in Konflikt gerät. Sie wurde kriegsbedingt eingestellt. 1920 drehte Émile Cohl seinen letzten Film und kündigte bei Éclair. Seine Karriere war damit beendet.
Émile Cohl liegt auf dem Friedhof Père-Lachaise begraben.

## Nachwelt
Die École Émile-Cohl ist nach ihm benannt.

## Filmographie
| - 1907: Japon de fantaisie - 1908: Fantasmagorie - 1908: Le cauchemar de Fantoche - 1908: Un drame chez les fantoches - 1908: Le château de cartes - 1908: Le cerceau magique - 1908: Les allumettes animées - 1908: Les frères Boutdebois - 1908: La séquestrée - 1908: N.I.-Ni – C’est fini - 1908: Le violoniste - 1908: Le veau - 1908: Les agents magnétiques - 1908: Le prince Azur - 1908: Le petit soldat qui devient Dieu - 1908: Le mouton enragé (Co-Regisseur) - 1908: Le miracle des roses (Co-Regisseur) - 1908: Le journal animé - 1908: Le coffre-fort - 1908: La vengeance de Riri - 1908: La monnaie de mille francs - 1908: La force de l'enfant - 1908: La course aux potirons (Co-Regisseur) - 1908: L'hôtel du silence - 1908: L'automate - 1908: Et si nous buvions un coup - 1908: Blanche comme neige - 1909: Soyons donc sportifs (Co-Regisseur) - 1909: La valise diplomatique (Co-Regisseur) - 1909: Clair de lune espagnol (Co-Regisseur) - 1909: La lampe qui file - 1909: L'agent de poche - 1909: L'omelette fantastique (Co-Regisseur) - 1909: Les beaux-arts de Jocko - 1909: La vie à rebours - 1909: Pauvre gosse - 1909: L'éventail animé (Co-Regisseur) - 1909: Les joyeux microbes - 1909: Les couronnes - I - La couronne de ronces - 1909: Les couronnes - II - La couronne d'épines - 1909: Porcelaines tendres - 1909: Génération spontanée - 1909: Don Quichotte - 1909: Le miroir magique - 1909: Le ratelier de la belle-mère - 1909: La lune dans son tablier - 1909: Les lunettes féeriques - 1909: Un chirurgien distrait - 1909: Monsieur Clown chez les Lilliputiens - 1909: Moderne école (Co-Regisseur) - 1909: Les transfigurations - 1909: Le spirite - 1909: Les locataires d'à-côté - 1909: Les grincheux - 1909: Les chaussures matrimoniales - 1909: Les châteaux de la Loire - 1909: Les chapeaux des belles dames - 1909: Le linge turbulent - 1909: Le docteur Carnaval - 1909: La bataille d'Austerlitz - 1909: L'armée d'Agénor - 1909: L'ancêtre - 1909: Affaires de coeur - 1910: Monsieur Stop - 1910: Mobilier fidèle - 1910: Le binettoscope - 1910: Champion de puzzle - 1910: Le petit Chantecler - 1910: Le songe d'un garçon de café - 1910: Cadres fleuris - 1910: Le coup de Jarnac - 1910: Le tout petit Faust - 1910: Les douze travaux d'Hercule - 1910: Singeries humaines - 1910: Les quatre petits tailleurs - 1910: The Times Are Out of Joint (französischer Titel unbekannt) - 1910: Toto devient anarchiste - 1910: Rien n'est impossible à l'homme - 1910: Rêves enfantins - 1910: Les chefs-d'oeuvre de Bébé - 1910: Les chaînes - 1910: Les beaux-arts mystérieux - 1910: Le placier est tenace - 1910: Le peintre néo-impressionniste - 1910: Le journal Folichon - 1910: Le grand machin et le petit chose - 1910: La télécouture sans fil - 1910: La musicomanie - 1910: L'enfance de l'art - 1910: Histoire de chapeaux - 1910: En route - 1910: Dix siècles d'élégance - 1910: Bonsoirs russes - 1911: Bonsoirs - 1911: L'automate acrobatique - 1911: Les fantaisies d'Agénor Maltracé - 1911: Les bestioles artistes - 1911: Le retapeur de cervelles - 1911: Le musée des grotesques - 1911: Le cheveu délateur - 1911: La vengeance des esprits - 1911: La chambre ensorcelée - 1911: La boîte diabolique - 1911: Jobard ne veut pas voir les femmes travailler - 1911: Jobard ne peut pas rire - 1911: Jobard est demandé en mariage - 1911: Jobard chauffeur - 1911: Jobard change de bonne - 1911: Jobard a tué sa belle-mère - 1911: Jobard, portefaix par amour - 1911: Jobard, garçon de recettes - 1911: Jobard, fiancé par interim - 1911: Jobard, amoureux timide | - 1911: C'est roulant - 1911: Aventures d'un bout de papier - 1912: Monsieur de Crac - 1912: Campbell Soups - 1912: Une poule mouillée qui se sèche - 1912: Ramoneur malgré lui - 1912: Quelle drôle de blanchisserie - 1912: Poulot n'est pas sage - 1912: Moulay Hafid et Alphonse XIII - 1912: Les métamorphoses comiques - 1912: Les jouets animés - 1912: Les extraordinaires exercices de la famille Coeur-de-Buis - 1912: Les exploits de Feu-Follet - 1912: Le prince de Galles et Fallières - 1912: Le premier jour de vacances de Poulot - 1912: Le marié a mal aux dents - 1912: La marseillaise - 1912: La baignoire - 1912: Jeunes gens à marier - 1912: Fruits et légumes vivants - 1912: Dans la vallée d'Ossau - 1913: War in Turkey - 1913: Rockefeller - 1913: Il joue avec Dodo - 1913: Confidence - 1913: Castro in New York - 1913: The Subway - 1913: Milk - 1913: Graft - 1913: Coal - 1913: Wilson and the Hats - 1913: Wilson and the Broom - 1913: Universal Trade Marks - 1913: The Two Presidents - 1913: The Police Women - 1913: The Auto - 1913: Poker - 1913: Gaynor and the Night Clubs - 1913: When He Wants a Dog, He Wants a Dog - 1913: Business Must Not Interfere - 1913: Wilson and the Tariffs - 1913: The Masquerade - 1913: The Brand of California - 1913: He Wants What He Wants When He Wants It - 1913: Poor Little Chap He Was Only Dreaming - 1913: The Two Suffragettes - 1913: The Safety Pin - 1913: The Red Balloons - 1913: The Mosquito - 1913: Bewitched Matches - 1913: He Loves to Watch the Flight of Time - 1913: Uncle Sam and His Suit - 1913: The Polo Boat - 1913: The Cubists - 1913: The Artist - 1913: He Ruins His Family's Reputation - 1913: He Slept Well - 1913: He Was Not Ill, Only Unhappy - 1913: Wilson's Row Boat - 1913: It Is Hard to Please Him But It Is Worth It - 1913: He Poses for His Portrait - 1913: The Hat - 1913: Thaw and the Lasso - 1913: Bryant and the Speeches - 1913: Clara and Her Mysterious Toys - 1913: Thaw and the Spider - 1913: A Vegetarian's Dream - 1913: He Loves to Be Amused - 1913: Unforeseen Metamorphosis - 1913: Unseen Metamorphoses - 1913: Pickup Is a Sportsman - 1913: He Likes Things Upside Down - 1913: Carte américaine - 1914: The Bath - 1914: Ses ancêtres - 1914: L'avenir dévoilé par les lignes de pieds - 1914: He Does Not Care to Be Photographed - 1914: Il aime le bruit - 1914: Society at Simpson Center (unsicher) - 1914: Les allumettes fantaisistes - 1914: The Social Group - 1914: Zozor - 1914: What They Eat - 1914: The Terrible Scrap of Paper - 1914: The Greedy Neighbor - 1914: The Anti-Neurasthenic Trumpet - 1914: Serbia's Card - 1914: Le ouistiti de Toto - 1914: L'enlèvement de Dejanire Goldebois - 1915: Un drame sur la planche à chaussures - 1915: Fantaisies truquées - 1915: Éclair Journal - 1916: Pulcherie et ses meubles - 1916: Pages d'histoire number 1 and 2 - 1916: Mariage par suggestion - 1916: Les victuailles de Gretchen se révoltent - 1916: Les tableaux futuristes et incohérents - 1916: Les fiançailles de Flambeau (Co-Regisseur) - 1916: Les exploits de Farfadet - 1916: Les évasions de Bob Walter - 1916: Les braves petits soldats de plomb - 1916: Les aventures de Clémentine (Co-Regisseur) - 1916: La main mystérieuse - 1916: La journée de Flambeau (Co-Regisseur) - 1916: La campagne de France 1814 - 1916: La blanchisserie américaine - 1916: Jeux de cartes - 1916: Flambeau au pays des surprises - 1916: Figures de cire et têtes de bois - 1916: Éclair Journal: Série - 32 films - 1916: Croquemitaine et Rosalie - 1916: Comment nous entendons - 1918: Les aventures des Pieds-Nickelés - 1921: La maison du Fantoche |